# Alberto Socías
Alberto Socías Olmos (Valencia, 16 de mayo de 1973) es un exjugador y entrenador de rugby español. Es hermano de Antonio Socías y Raquel Socías, que también fueron ex internacionales españoles. Actualmente es el director técnico de Seven de la RFER.

## Carrera
En su etapa como jugador, su posición habitual era de centro.
Su primera internacionalización fue durante un partido contra Italia, el 7 de mayo de 1994, en Parma. Formó parte del plantel de la Copa Mundial de Rugby de 1999, donde disputó dos partidos. Su última convocatoria fue durante un partido contra Países Bajos, el 6 de abril de 2002 en Murcia.

### Carrera de entrenador
Entrenó a la selección española de rugby a siete desde 2012 hasta 2015, cuando José Ignacio Inchausti sustituyó a Socías por diferencias de criterio con la FER .  Entrenó a Les Abelles  entre 2015 y 2020/2021. 
En 2023 fue nombrado junto a  Francisco Hernández entrenadores de los Leones 7s, aunque Alberto fue más tarde nombrado entrenador principal de las Leonas 7s. El 30 de agosto de 2024 fue sustituido como entrenador de la selección femenina de rugby 7 por Maria Ribera, aunque seguiría trabajando con la Real Federación Española de Rugby en la dirección técnica de rugby 7. 